# El Gran Pacificador

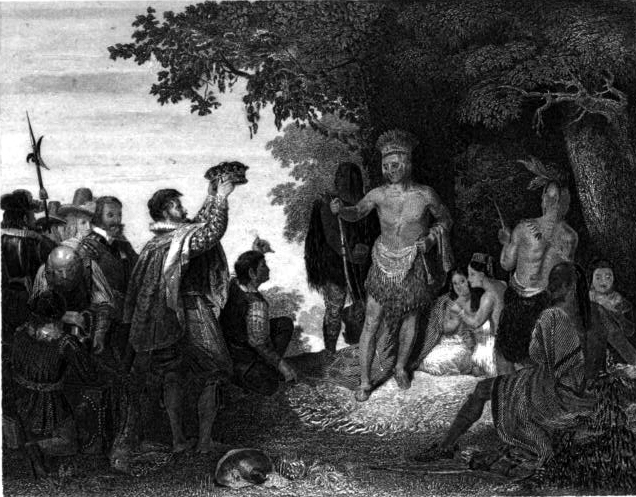
Primer contacto entre los colonizadores europeos y los iroqueses, según The Pictorial History of America, Filadelfia, 1853.

El Gran Pacificador, a veces llamado Deganawida o Dekanawida (significa «dos corrientes que fluyen juntas»), fue, según la tradición, el fundador, junto a Hiawatha, de la Haudenosaunee o Confederación Iroquesa (en lengua mohawk, Skennerahawi), una unión política y cultural de tribus indígenas norteamericanas. Presumiblemente vivió alrededor del año 1450. Como señal de respeto, los iroqueses sólo mencionan su nombre en circunstancias especiales.
No hay acuerdo sobre cuándo vivió Deganawida, el consenso de la mayoría de antropólogos y arqueólogos es que vivió en torno al 1450 o el 1600, fecha en la que habría fundado la Confederación, aunque se suele considerar que la Liga se estableció antes de los viajes de Colón. Entre los defensores de las fechas tardías destaca el antropólogo Dean Snow señala que apoyándose en pruebas antropológicas la Confederación no pudo fundarse antes del 1450 y que fechas anteriores son defendidas por razones políticas. Los primeros registros conocidos de los iroqueses son de cerca del 1535 por las misiones de exploración de Jacques Cartier.
Sin embargo, otros historiadores consideran que Dekanawida fundó la Haudenosaunee en el 1142, año en que se produjo un eclipse solar sobre el territorio de los senecas, dicho fenómeno es el que mejor encajaría con el sucedido al fundarse la Confederación, según cuenta la tradición oral; recientes estudios de datación por radiocarbono datan del 1200 d. C.. la aparición de las primeras grandes pueblos agrarios en el territorio de los onondagas que corresponderían a esta cultura (los estudios poseen un margen de error de 60 años), otros estudios indican que los iroqueses aparecieron como cultura antes del año 1000.

## Leyendas sobre su origen
Hay varias leyendas sobre el origen del Pacificador. Según algunas versiones nació en la tribu de los hurones, según otras era de origen onondaga y fue adoptado por los mohawk. Ciertas tradiciones lo dicen nacido de una virgen. Todas coinciden, sin embargo, en que fue el profeta que llevó la paz a las tribus en guerra, unificándolas bajo una misma ley y un mismo gobierno, poniendo también fin a la práctica del canibalismo.
Se dice que en su juventud el Pacificador tuvo una visión, inspirada por el Gran Espíritu, que lo movió a la búsqueda de la paz y la unión. Predijo que llegaría a su tierra una gran serpiente blanca, que trabaría amistad con la gente y luego la traicionaría; también que, al final de los tiempos, una serpiente roja se enfrentaría largamente con la primera, hasta que ambas fueran derrotadas por una serpiente negra.

## Visión y legado
Al llegar a la adultez, abandonó su tribu y cruzó el lago Ontario en una canoa «hecha de piedra blanca» según la leyenda. En territorio de los onondaga convirtió a Hiawatha, que se convertiría en su compañero, su discípulo, su sucesor y también un predicador muy valioso por su capacidad oratoria.
A continuación, el Pacificador visitó a la tribu mohawk que habitaba en los territorios cercanos a lo que hoy es la ciudad de Cohoes, Nueva York. Al principio, fue recibido con escepticismo y se le pidió realizar una prueba de fe que demostrara su fuerza y su pureza. 
Después de trepar a un árbol alto sobre las cataratas de Cohoes, pidió a los guerreros que lo talaran. Así lo hicieron, y vieron al pacificador perderse entre los rápidos. Lo dieron por muerto, hasta que lo encontraron, al día siguiente, sentado junto a una fogata. El milagro impresionó profundamente a los mohawk, que se convirtieron en la tribu fundadora de la Confederación Iroquesa.
El Pacificador estableció un consejo formado por jefes de tribus y clanes, en que la opinión de cada uno tenía igual valor, como sistema de gobierno de la confederación. Bajo su liderazgo, y el de Hiawatha, los haudenosaunee se transformaron en la tribu dominante de los bosques del noreste americano, se dice que sellaron todos su pacto con un árbol de paz de ahí el origen de esta tradición .